# Maria Peter
Maria Peter (născută Onu; n. 1 ianuarie 1925, Salva, județul Năsăud – d. 9 iulie 2005, Cluj-Napoca) a fost o cântăreață de muzică populară din Năsăud.

## Viața
În 1942 împreună cu fratele său Nicolae s-au refugiat la Cernăuți, unde aveau un unchi. În 1946 a venit la Cluj, lăsând în urmă un logodnic care a murit într-un lagăr comunist rus. Funcționarul care i-a completat actele pentru buletin, Alexandru Peter, a devenit soțul ei. La doar șase luni după căsătorie, soțul ei a fost arestat. Era în primăvara lui 1948, comuniștii veniseră la putere și se pregăteau de alegeri în martie. A fost dată afară din locuință. Abia după o jumătate de an a primit vești despre soțul său: se afla la închisoarea din Aiud, alături de alți mari „dușmani ai poporului”, precum prințul Ghica și prințul Sturza. Acolo, soțul său s-a îmbolnăvit de tuberculoză și, la scurt timp, a murit. Artista nu s-a mai recăsătorit.
A fost binecuvântată în casa părintească de episcopul greco-catolic Iuliu Hossu. L-a cunoscut pe regele Mihai I, când a venit să inaugureze casa muzeu a lui George Coșbuc, aflată la Hordou azi localitatea Coșbuc, lângă satul său natal. A fost decorată în numeroase rânduri, ultima distincție fiind Ordinul Național al României, în 2002. A înregistrat peste 300 de cântece populare din Ardeal și a scos 16 discuri, iar în 2002 a primit din partea Președintelui României, Ion Iliescu, diploma de merit cu grad de cavaler și o insignă de platină.

## Cariera
Când s-a înființat Studioul de Radio din Cluj a avut loc un concurs pentru un post de cântăreț de muzică populară. A fost aleasă dintre alți 64 de candidați. A fost evenimentul care i-a schimbat viața. A făcut aici primele înregistrări, în anul 1954. Cei de la radio au trimis înregistrările ei la București, iar cei de acolo au venit la Cluj ca să înregistreze și alte cântece. Filarmonica din Cluj, care avea o orchestră de muzică populară, i-a propus o colaborare. A avut astfel ocazia să cânte alături de cei mai mari artiști de muzică populară ai țării: Maria Lătărețu, Ioana Radu, Rodica Bujor, Ion Luican, Alexandru Grozuță, Felician Fărcașu, Dumitru Fărcaș, Lucreția Ciobanu și mulți alții.
Maria Peter se stabilise de mai mulți ani la Cluj, unde în ultimii ani de viață, s-a dedicat picturii icoanelor.

## Repertoriul
În decursul carierei sale și-a îmbogățit repertoriul cu cântece și din alte zone ale Ardealului. În comunism a lansat o piesă de folclor nou foarte des difuzată în epocă, intitulată Cântecul șoferului: „Măi bădiță, strop de rouă, / Ai primit mașină nouă”.

## Decesul
S-a stins din viață în ziua de 9 iulie 2005, în Cluj-Napoca, în urma unui cancer care a necesitat chimioterapie, fiind înmormântată în Cimitirul Hajongard din Cluj-Napoca, alături de mama ei, Maria Onu, și de soțul Alexandru Peter.

## Distincții
- Ordinul național Pentru Merit, în grad de Cavaler[1]